# ДІПА (видавництво)
ДІПА (видавництво) створено у 2016 році в Києві Павлом Белянським і Дмитром Вохмяніним. Головним напрямком діяльності є видання сучасної української літератури. Зокрема, ДІПА займає одну з ключових позицій у ніші ветеранської літератури про російсько-українську війну. Також має у своєму асортименті дитячі книги і перекладні видання іноземних авторів.

## Історія
Першим виданням ДІПА у 2016 році стала книга популярного українського блогера Павла Белянського, більш відомого читачам під псевдонімом Паштет, – «Стоматолог зібрався до шлюбу. Жіноча дружба».
За сюжетом, успішний стоматолог після ланцюга неприємностей зустрічає чарівну незнайомку. У них могла вийти чудова любовна історія, якби не одна випадкова смерть. Бажаючи розібратися, пов'язана його кохана із загибеллю людини чи ні, стоматологу доводиться витягнути на світло всі скелети чужої душі. У 2018 на екрани виходить знятий на основі повісті Белянського серіал «Стоматолог». Сам Паштет виступає там у ролі сценариста.
ДІПА тим часом розширює свій книжковий асортимент. У тому числі видає цілі серії книг. Серед них тритомник відомого українського блогера Андрія Альохіна, а також переклад українською двох частин потужного пригодницького французького коміксу «Катанга» Фаб'єна Нюрі про Конголезьку кризу 1961-го у Конго, що дуже нагадує сучасні події в Україні.
З головних історичних видань – «Коріння та корона. Нариси про Австро-Угорщину: доля імперії», «Росія на сході», «Боснія в Лімбі».
Також в активі ДІПА з’являються видання для дітей. Зокрема, серія книг Володимира Нікітенка – «Нікчеми», «210 добрих справ», «Крадій спогадів».

## Книги про російсько-українську війну
ДІПА стала одним із перших видавництв, що наважились друкувати сучасну ветеранську літературу від авторів, які були безпосередніми учасниками війни з Росією. У 2017 році вийшла у світ антологія «14 друзів хунти».
«Ми зібрали 14 людей, так чи інакше пов’язаних з війною. В основному це ті, хто воював, плюс воєнні журналісти і блогери – вони ж волонтери, достатньо відомі у нас в країні. Збірник виявися дуже успішним, одразу розійшовся тиражем 5 тис. примірників. Це було перше в Україні таке зібрання розповідей очевидців про війну і навколовоєнних історій», – розповідав директор видавництва Дмитро Вохмянін.
Вихід «14 друзів хунти» викликав неабиякий резонанс у ЗМІ. На презентацію книги завітав тодішній президент України Петро Порошенко. 
Після успіху цього збірника ДІПА продовжує видавати книги ветеранів російсько-української війни. Усі автори по-своєму осмислюють ці події і діляться власним досвідом. Зокрема, вийшли друком такі видання:
- «Піхота»(2017), «Піхота-2. Збройники» (2018), «Піхота-3. Терикони» (2019) Мартіна Бреста
- «Моноліт» (2018) Валерія Пузіка
- «Повернутися з війни» (2018) Наталії Нагорної
- «Карателі» (2018) Влада Якушева
- «Вовче» (2018) Костянтина Чабали
- «Кава з присмаком попелу» (2018) Олексія Петрова
- Збірник «В. О. П. Війною ограновані поезії» (2018)
- «100 новел про війну» і «Вірші з війни» (2018) Бориса Гуменюка
- «Шлях додому» (2018) Олексія Пайкіна.
- «А мама зрозуміє...Крим 2014. Невигадані історії» (2019). Автори – Леонід Матюхін, Юрій Головашенко, Ігор Підопригора.

## Нагороди
У 2018 році книга «Повернутися з війни» Наталії Нагорної отримала нагороду BookForum Best Book Award у номінації «Література для підлітків і YA».
Попри ілюстрації авторки, які намальовані наче дитячою рукою, сама книга насправді дуже доросла і піднімає складні питання про те, як бійці повертаються після війни додому і як пережитий на фронті досвід позначається на житті їх та їхніх родин. Розповідь ведеться від імені дівчинки, батько якої приїхав з війни, від імені самого бійця, від імені дружини, а також від їхньої ще ненародженої дитини. У книзі переплелося багато реальних історій, які Наталя Нагорна зібрала, висвітлюючи з 2014 року тему війни на Донбасі.
У Всеукраїнському рейтингу «Книжка року-2018» призові місця зайняли одразу дві книги видавництва ДІПА. У позаконкурсній номінації «Голоси героїв» відзначали твори, написані українськими військовими. Їх обирало не конкурсне журі, а самі читачі шляхом голосування.
Перше місце отримав Олексій Петров з книгою «Кава з присмаком попелу», а на третій сходинці опинився Мартін Брест і його «Піхота».

## Скандал на Книжковому арсеналі і Ветеранський намет
У березні 2019 року при підготовці до «Книжкового арсеналу» в Києві розгорівся скандал: видавництва ДІПА і «Залізний Тато», які спеціалізуються на виданні книжок ветеранів, заявили, що їм уже вдруге відмовляють в участі у заході. Автори видавництв підозрювали, що таким чином організатори не хочуть пускати на полиці книги про сучасну війну з Росією. 
Після розголосу у ЗМІ було прийнято рішення встановити намет військового взірця, де будуть представлені книги про війну від усіх видавництв. У результаті «Ветеранський намет» став лідером продажів на «Книжковому арсеналі». 
Ця ініціатива була продовжена на інших книжкових фестивалях. Зокрема, «Ветеранський намет» повторив свій успіх на львівському «Форумі видавців» у вересні того ж року. 

## Участь у Франкфуртському книжковому ярмарку
У 2019 році видавництво ДІПА вперше взяло участь у найбільшому у світі книжковому ярмарку у Франкфурті (Німеччина). Книги видавництва були представлені на українському національному стенді.
Під час ярмарку творами ветеранської літератури зацікавились американські дистриб’ютори.

## Співпраця з Фондом Аденауера
Видавництво ДІПА стало учасником проекту з перекладу та публікації біографії видатного німецького та європейського політика, федерального канцлера ФРН Конрада Аденауера, який 73-річним очолив зруйновану Західну Німеччину та сприяв її відродженню.
Паперове видання «Конрад Аденауер. Життя та політика» призначене для безкоштовного поширення Представництвом Фонду Конрада Аденауера в Україні, а також Пан’європейським союзом України, а електронну версію книги можна буде безкоштовно завантажити на сайті видавництва.